# Tycherus jucundus
Tycherus jucundus là một loài tò vò trong họ Ichneumonidae.